# Amphilophium crucigerum
Espèce
Classification APG III (2009)
Synonymes
Selon GBIF (20 mai 2022)
- Anisostichus crucigera (L.) Bureau
- Anisostichus crucigera (L.) Small
- Bignonia botryoides Cham.
- Bignonia catharinae DC.
- Bignonia crucigera L. - Basionyme
- Bignonia echinata Aubl.
- Bignonia echinata Jacq.
- Bignonia hexagona DC.
- Bignonia lundii DC.
- Bignonia muricata DC.
- Bignonia muricata Kunth
- Bignonia phaseoloides Cham.
- Bignonia squalus Vell.
- Bignonia tiliifolia Kunth
- Bignonia vitalba Cham.
- Bignonia vitalba var. aequinoctialis Cham.
- Bignonia vitalba var. extratropica Cham.
- Neves-armondia cordifolia K.Schum.
- Petastoma phaseoloides (Cham.) Miers
- Pithecellobium cordifolium Morong & Britton
- Pithecoctenium aubletii Splitg.
- Pithecoctenium botryoides (Cham.) DC.
- Pithecoctenium catharinae DC.
- Pithecoctenium cordifolium Mart.
- Pithecoctenium crucigerum (L.) A.H.Gentry
- Pithecoctenium echinatum (Jacq.) Baill.
- Pithecoctenium echinatum K.Schum.
- Pithecoctenium echinatum f. grandiflorum Hassl.
- Pithecoctenium echinatum var. intermedium Hassl.
- Pithecoctenium echinatum var. tomentosum Hassl.
- Pithecoctenium echinatum var. typicum Sprague
- Pithecoctenium glaucum Rusby
- Pithecoctenium hexagonum DC.
- Pithecoctenium hexagonum var. brasilianum DC.
- Pithecoctenium lundii DC.
- Pithecoctenium muricatum Moc.
- Pithecoctenium muricatum Moc. ex DC.
- Pithecoctenium phaseoloides (Cham.) Schenck
- Pithecoctenium squalus (Vell.) DC.
- Pithecoctenium tribrachiatum Loes.
- Pithecoctenium vitalba (Cham.) DC.
- Pithecoctenium vitalba f. glabratum Hassl.
- Pithecoctenium vitalba f. intermedium Hassl.
- Pithecoctenium vitalba var. extratropicum (Cham.) DC.
- Pithecoctenium vitalba var. rostratum Hassl.

Amphilophium crucigerum est une espèce de plantes à fleurs de la famille des Bignoniaceae. C'est un arbre décrit pour la première fois en 1753 par Carl von Linné (comme Bignonia crucigera). Il est originaire d'Amérique, avec une répatition allant du Mexique à l'Argentine. Il est connu au Venezuela sous les noms de peine de mono, Keskeskankan (Sranan tongo) au Suriname, Monkey's-comb, Monkey's-hairbrush (Anglais).

## Description
Amphilophium crucigerum est une liane à tige, presque glabre à pubescente.
Les feuilles, sont composées, opposées, principalement 2-(3)-foliolée, avec la foliole terminale souvent remplacée par une vrille trifide vers le haut, et épaissie en un disque.
Les pseudo-stipules sont lancéolées.
Les folioles sont de forme ovales à suborbiculées, mesurant 3,3-18 x 2-14,7 cm, concolores, chartacées, lépidote-pubescentes et diversement pubescentes sur les deux faces, avec de petites écailles hyalines, peltées, avec des glandes à l'aisselle, des nervures abaxiales, à base cordée à tronquée, et à apex acuminé.
On compte 4 à 6 paires de nervures secondaires palmées, disposées proximalement, pennées disposées distalement.
L'inflorescence est axillaire, en grappe, ou en racèmes terminaux, longs jusqu'à 15 cm, généralement étroits, pubescents ou tomenteux.
Le calice cupulaire, mesurant 8-12 x 9-11 mm, est densément pubescent, avec des glandes, avec des dents épaissies sous la marge.
La corolle de 3,6-6,1 x 1-1,8 cm, est densément pubescente, de couleur blanche et à gorge jaune.
Le fruit est une capsule épaisse, comprimée, de forme elliptique, ellipsoïde à oblongue, ligneuse, mesurant 10-20(-31) x 4,5-6,5(-7,5) x 4 cm, de couleur verte, densément couverte d'aiguillons épineux, longs jusqu'à environ 0,4 cm, à base quelque peu rétrécie, et à apex obtus.
Les graines sont transversalement oblongues, mesurant 2,5-3 x 6-8 x 0,05 cm, brillantes, à corps fin, de couleur blanche jaunâtre, à ailes hyalines, larges, blanchâtres, à nervures foncées.
Amphilophium crucigerum se caractérise par des fruits épineux, des vrilles très divisées, des pseudostipules de forme spatulées et des trichomes uniformément simples,,.

## Galerie

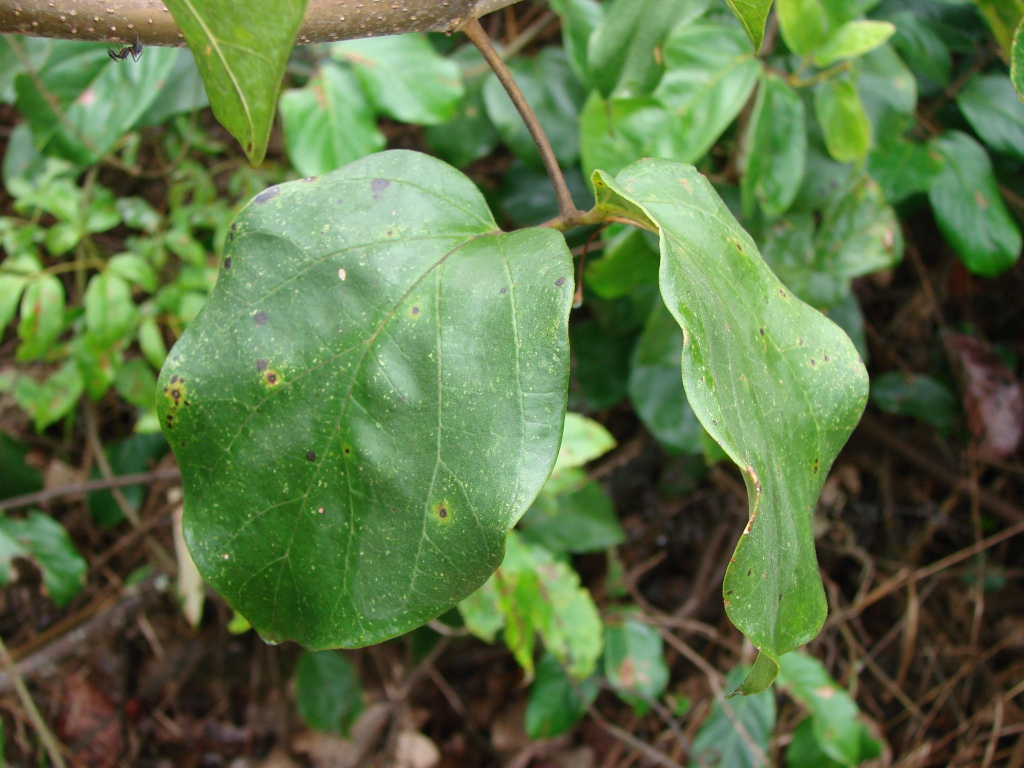
Feuilles d’Amphilophium crucigerum dans le Parque Estadual dos Pirineus (pt) (Pirenópolis, au Goiás, au Brésil).
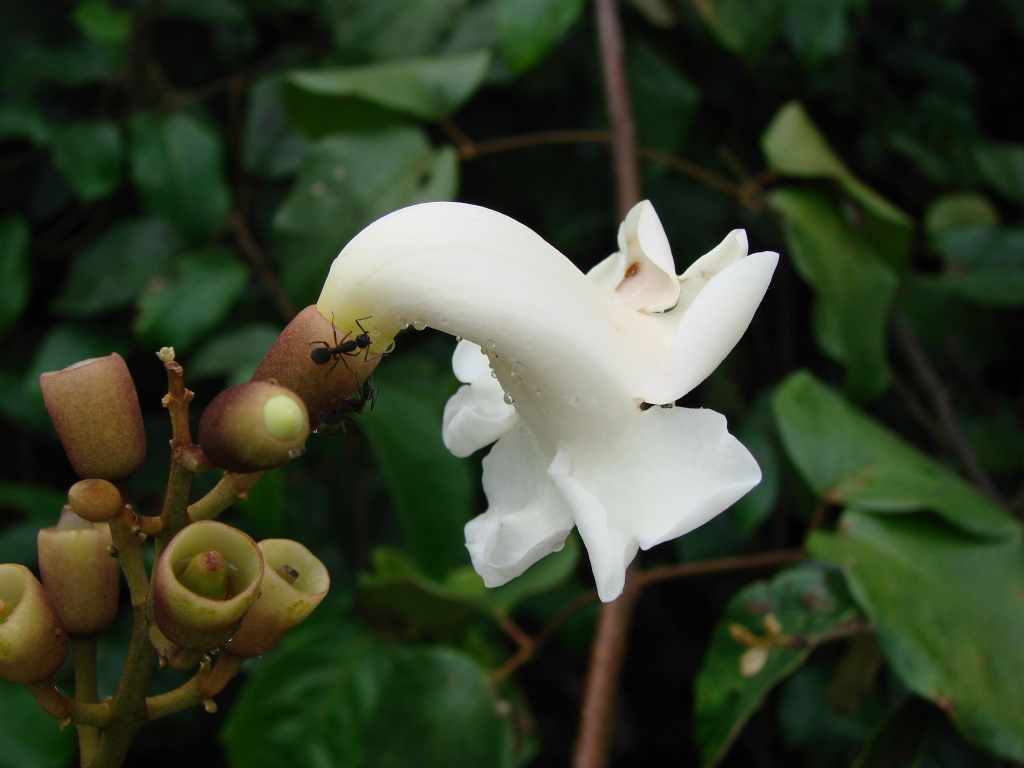
Fleur d’Amphilophium crucigerum.
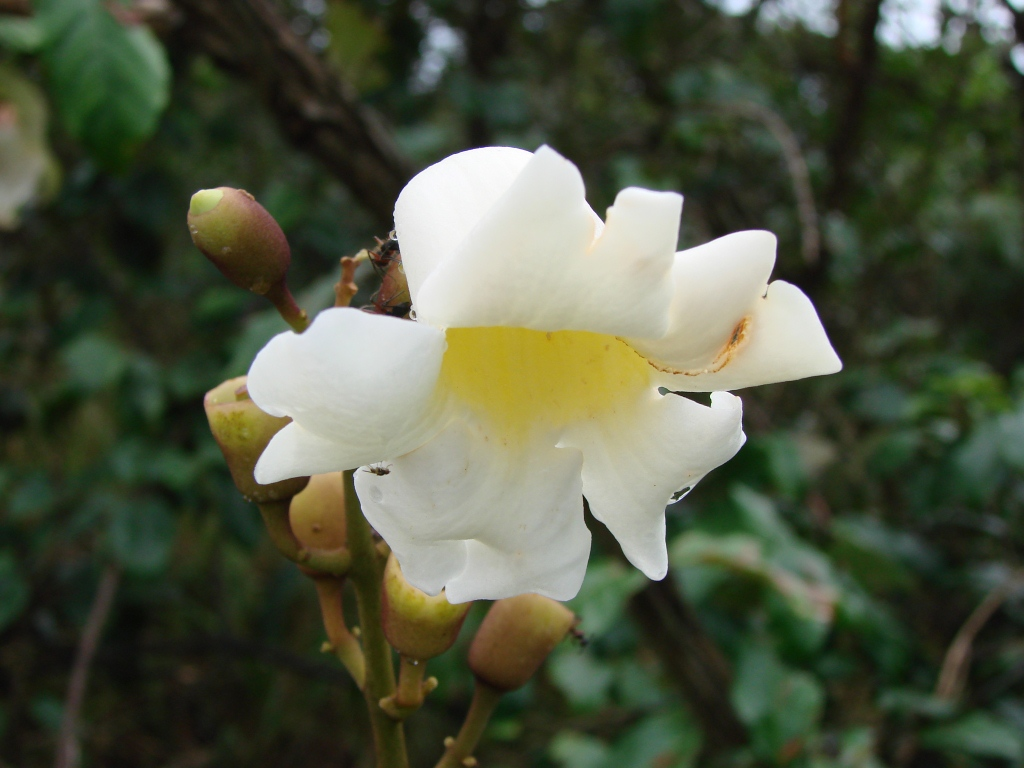
Fleur d’Amphilophium crucigerum.
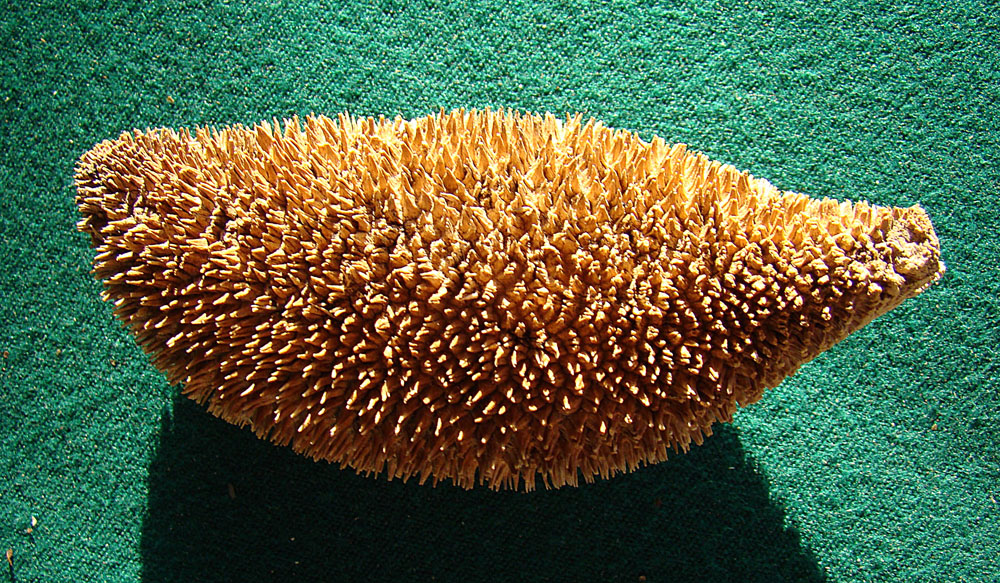
Fruit d’Amphilophium crucigerum du Guatemala.
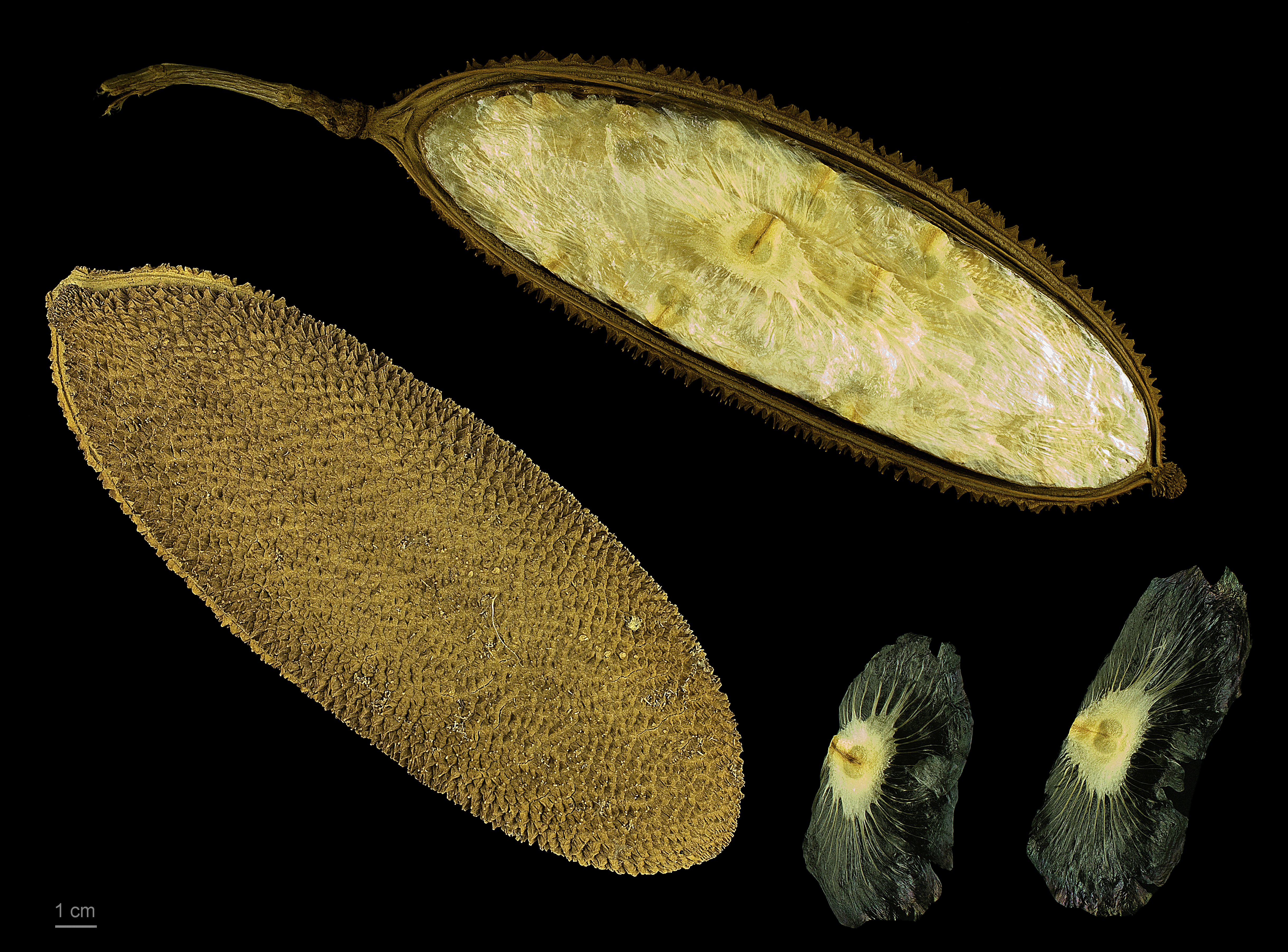
Fruit d’Amphilophium crucigerum au Guatemala.
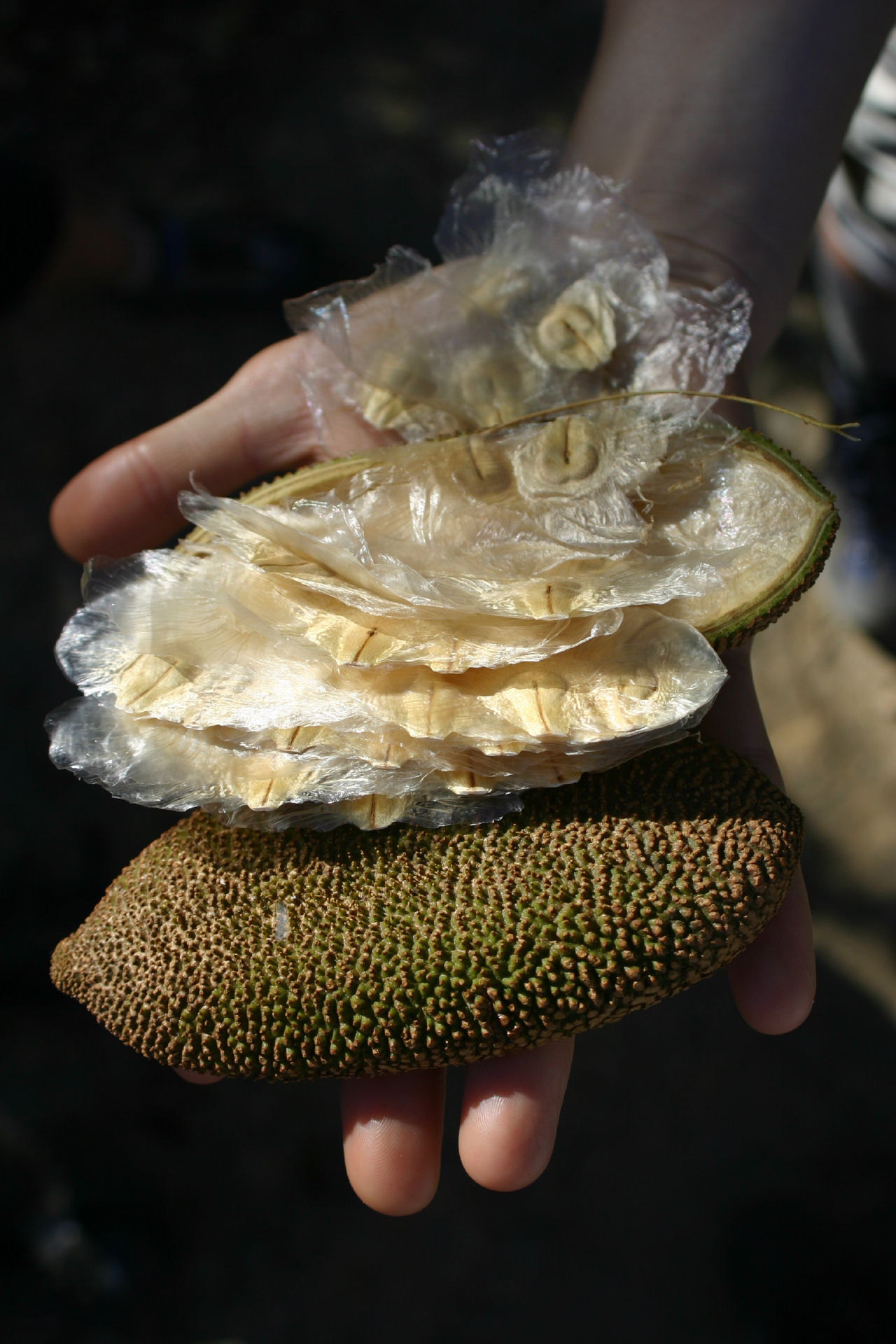
Semences dans un fruit d’Amphilophium crucigerum.
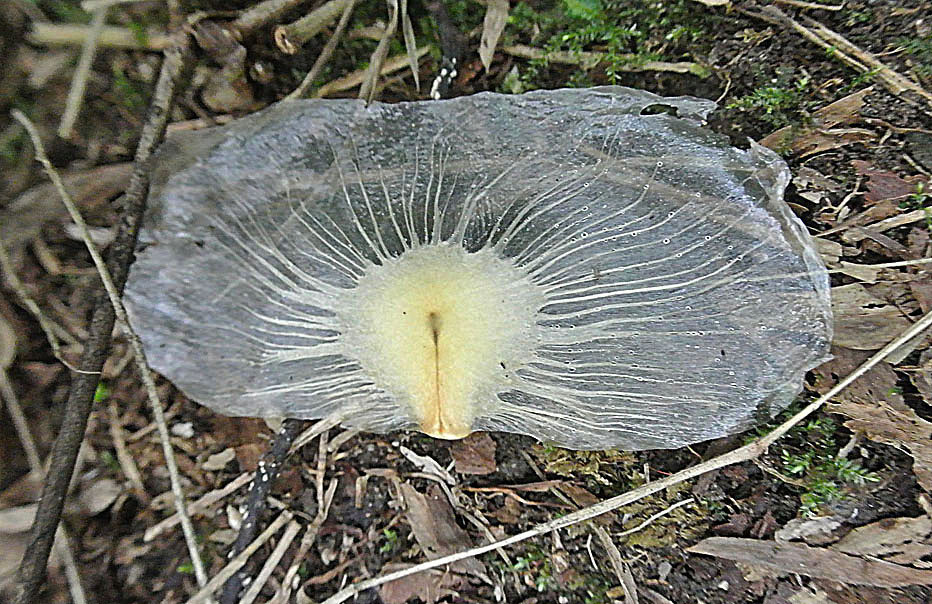
Graine d’Amphilophium crucigerum en Colombie.
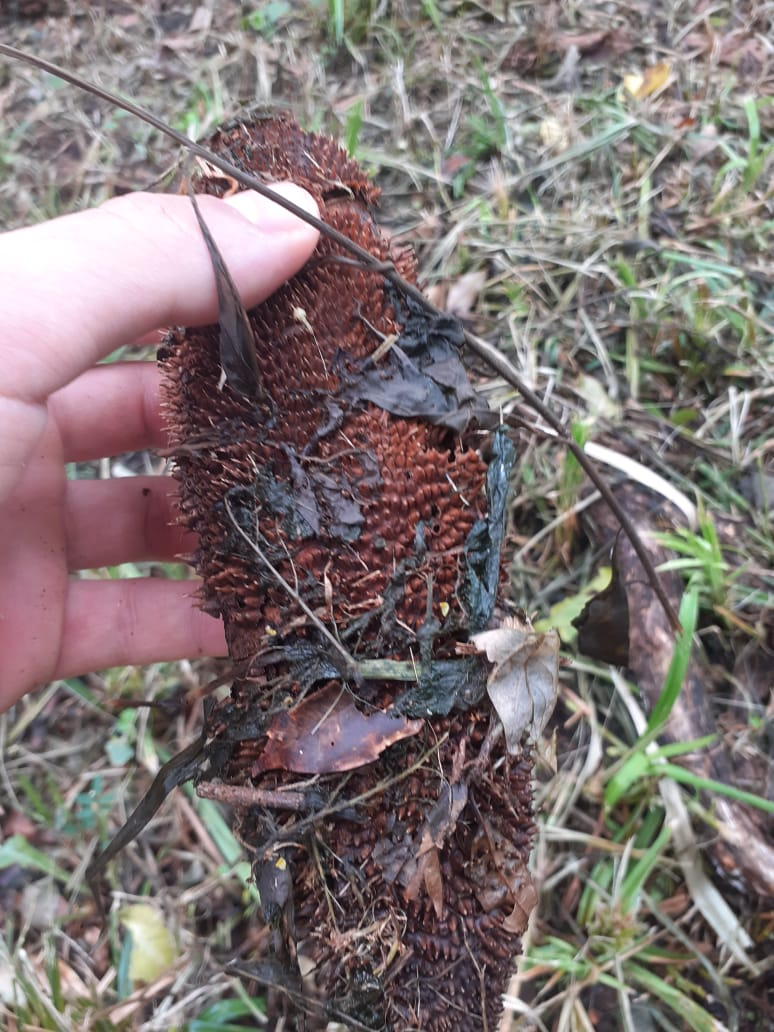
Vieux fruit d’Amphilophium crucigerum.
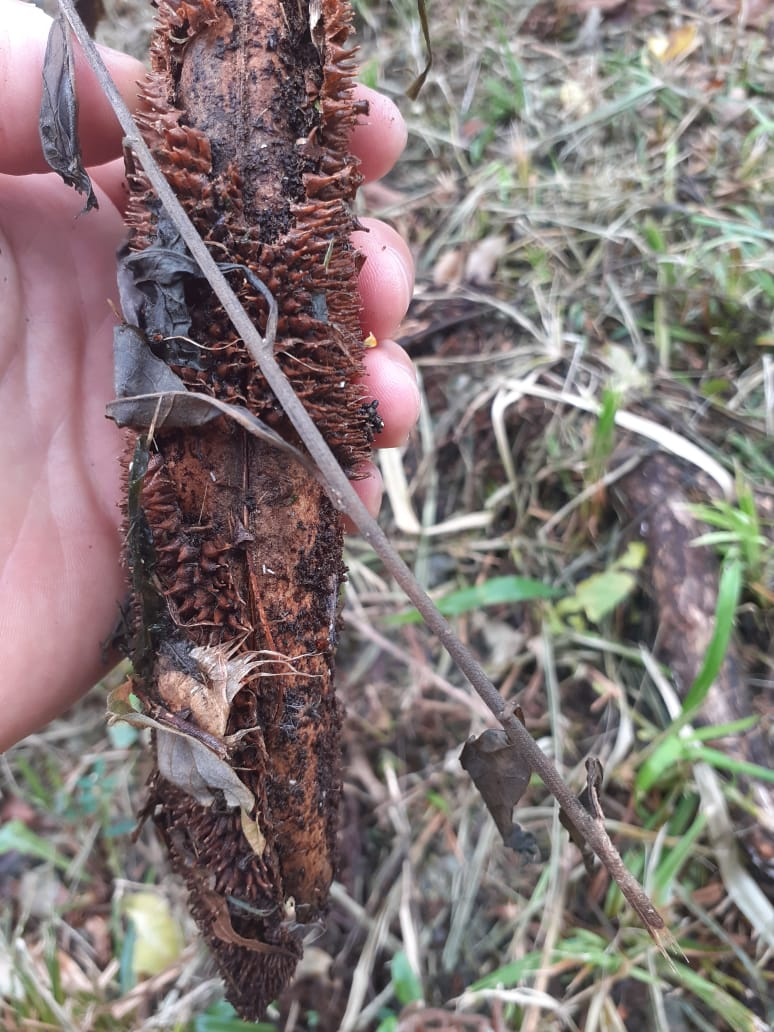
Vieux fruit d’Amphilophium crucigerum.
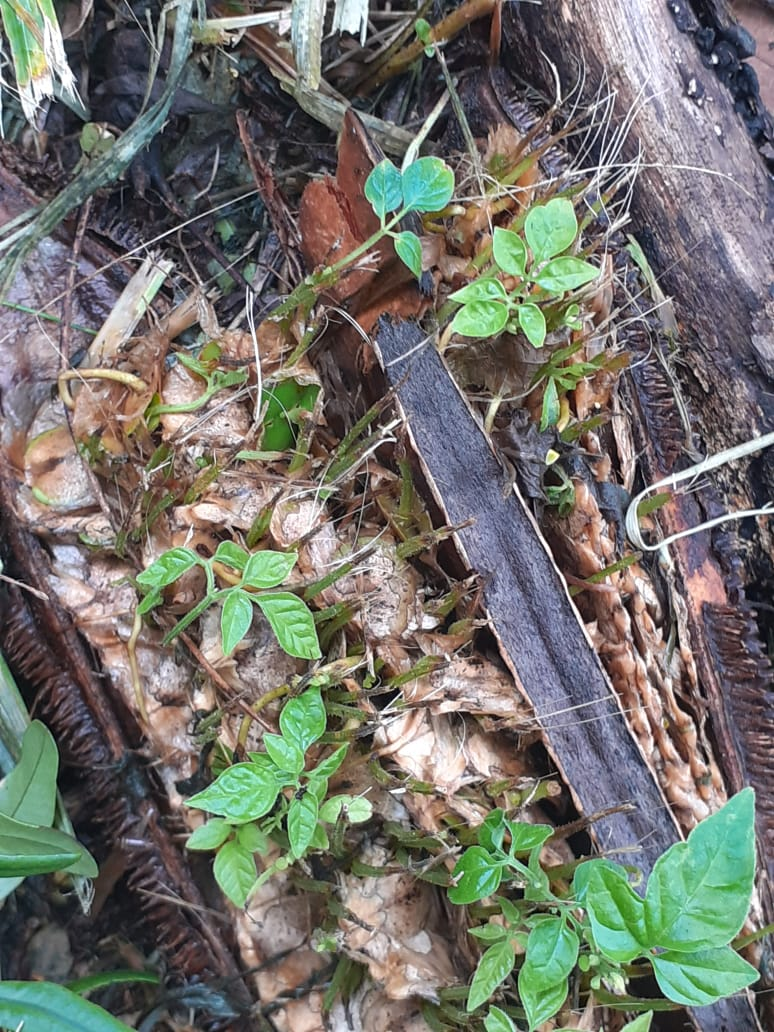
Surface d'un fruit d’Amphilophium crucigerum.
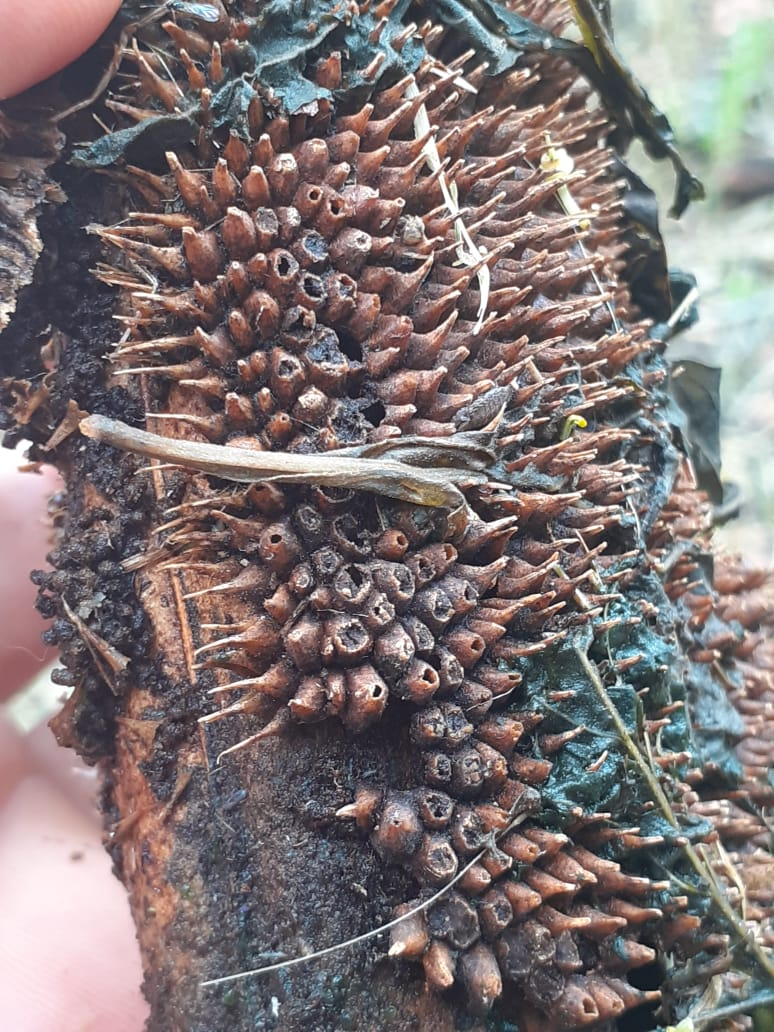
Surface d'un fruit d’Amphilophium crucigerum.
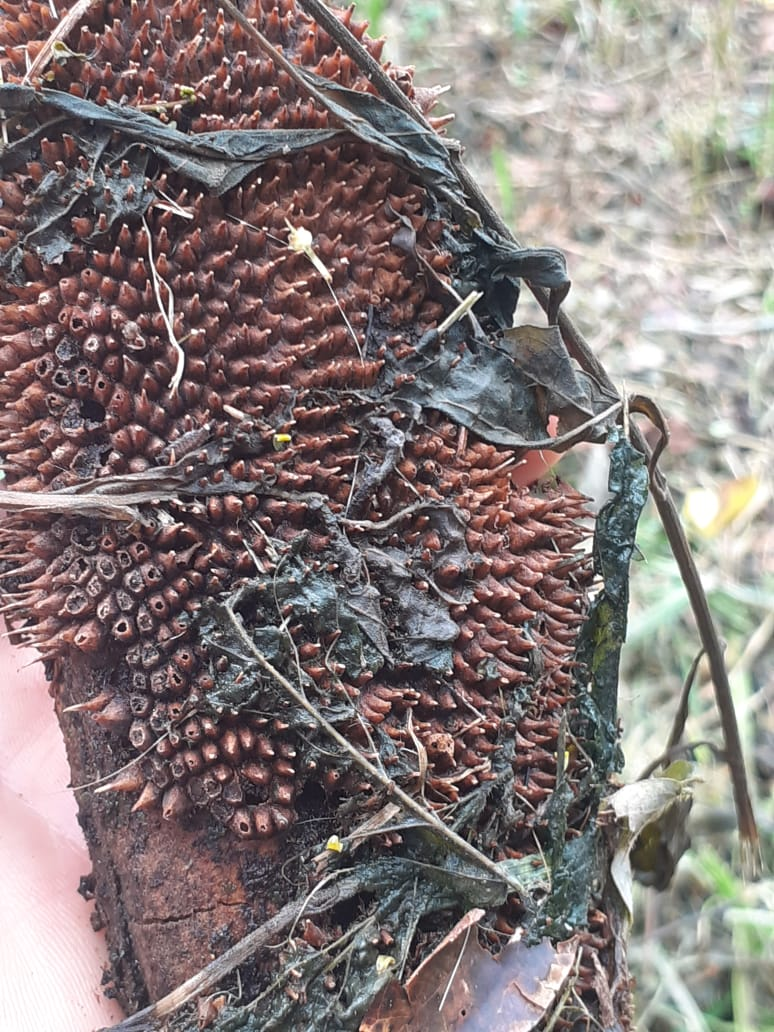
Surface d'un fruit d’Amphilophium crucigerum.
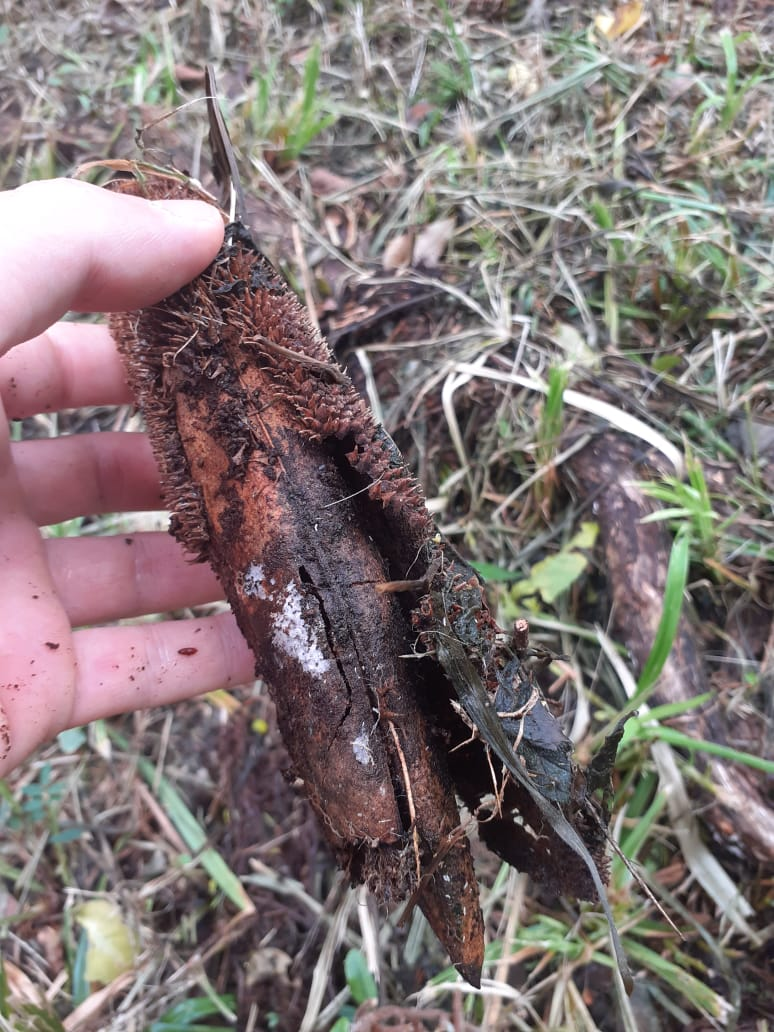
Surface d'un fruit d’Amphilophium crucigerum.
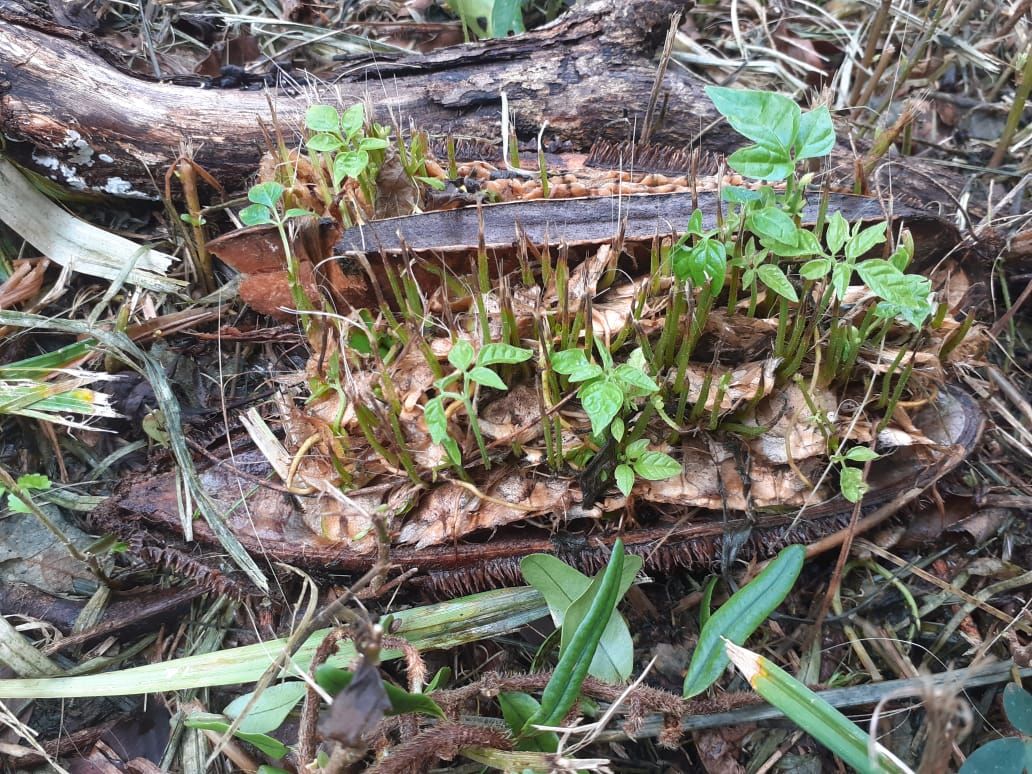
Plantule germant sur un fruit ouvert d’Amphilophium crucigerum.
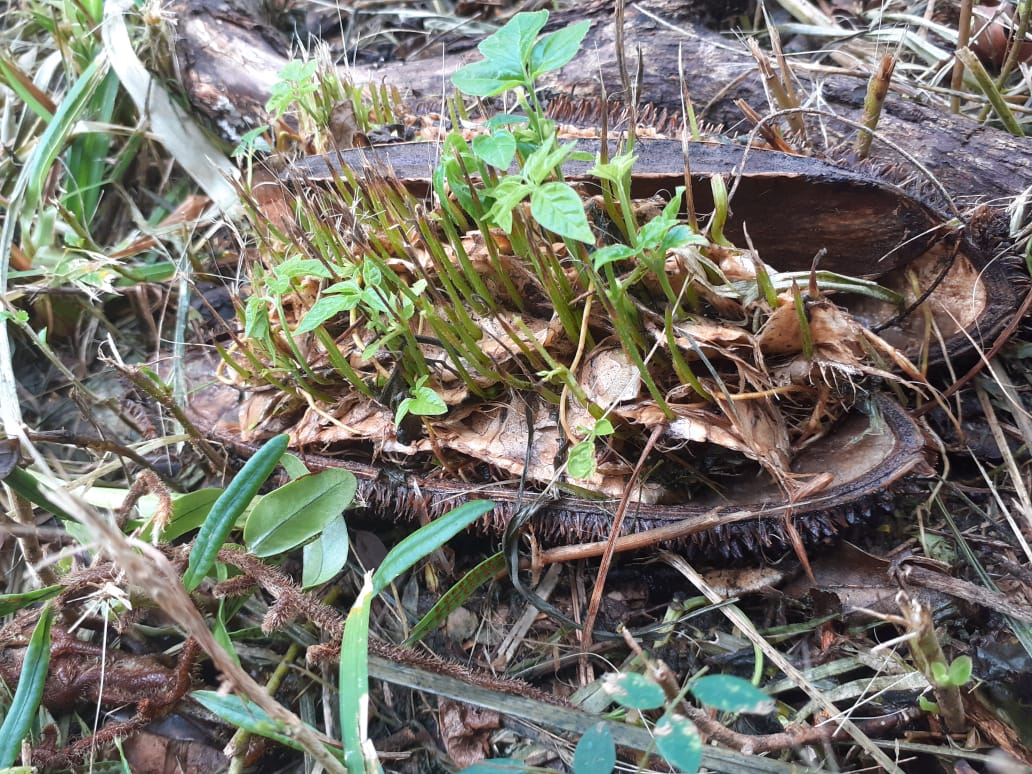
Plantule germant sur un fruit ouvert d’Amphilophium crucigerum.
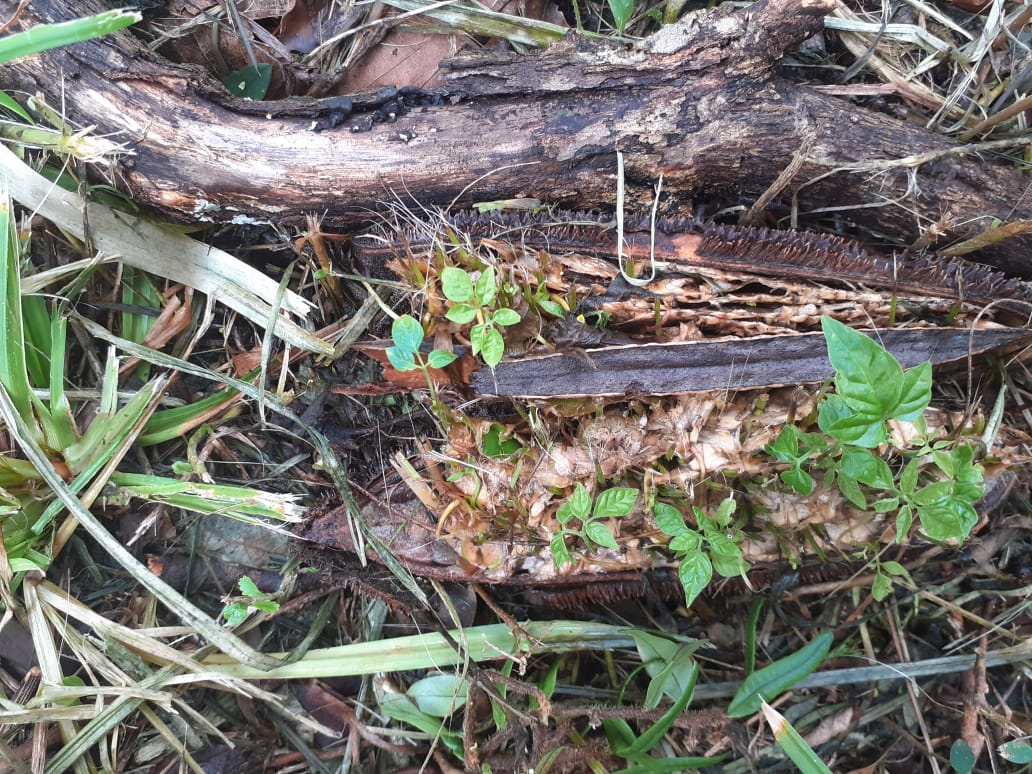
Plantule germant sur un fruit ouvert d’Amphilophium crucigerum.
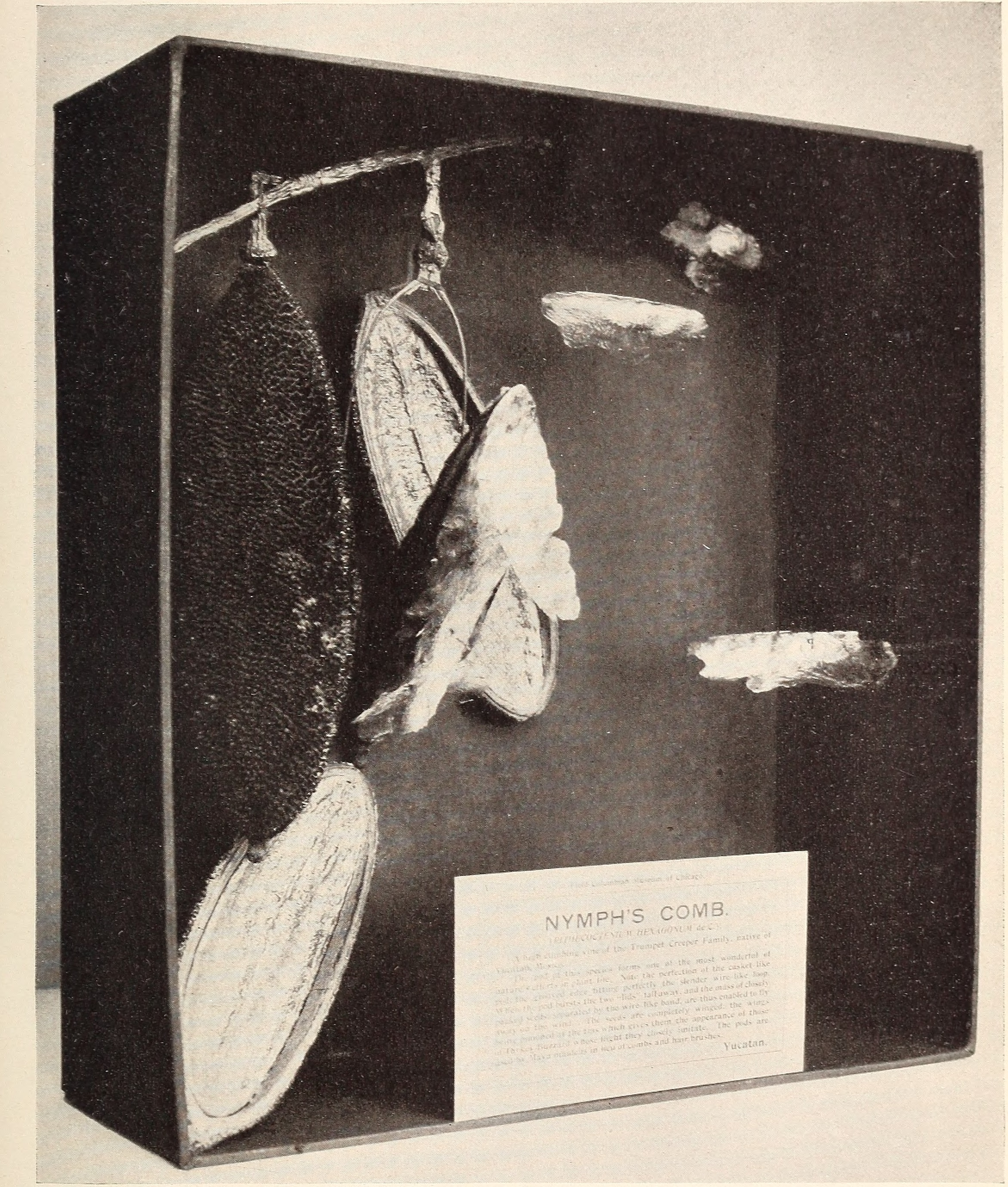

## Répartition
Amphilophium crucigerum est présent du Mexique au nord de l'Argentine et de l'Uruguay.

## Écologie
Amphilophium crucigerum est un liane anémochore, plutôt commune, poussant dans les forêts de crêtes et ripicoles et la lisière des forêts de la zone côtière.
On le rencontre au Venezuela dans les forêts semi-caduques à sempervirentes de plaine ou de basse montagne, autour de 100–800 m d'altitude.
L'espèce est une exotique envahissante en Australie.

## Utilisation
L'extrait méthanolique de Amphilophium crucigerum contient un glycoside d'iridoïde (viridoside) ainsi que cinq glycosides de phényléthanoïde (verbascoside, isoverbascoside, forsythoside B, jionoside D et leucosceptoside B), ces derniers étant tous actifs contre le DPPH.

## Protologue
En 1775, le botaniste Aublet rapporte ceci sur Bignonia crucigera L., 1753 :

« BIGNONIA (crucigera) foliis conjugatis cirrhoſis ; foliolis cordatis, caule muricato. Vir. Cliff. 60. Hort. Cliff. 317. Ray. Lugdb, 289. Lin. Spec. 859.

Bignonia ſcandens bifolia & trifolia, ligno cruce ſignato. Plum. Cat. 5. Burm. Amer. 118. tab. 58.
Cette Liane ſe répand ſur les arbres qui bordent les rivières de la Guiane. »

— Fusée-Aublet, 1775.

En 1775, le botaniste Aublet propose le protologue suivant pour Bignonia echinata Aubl., 1775 (synonyme d’Amphilophium crucigerum (L.) L.G. Lohmann, 2008) :

« BIGNONIA (echinata) ſcandens, fructibus echinatis. Jacq. Amer. pag. 183. t. 176. f. 52. (TABULA 263-264.)

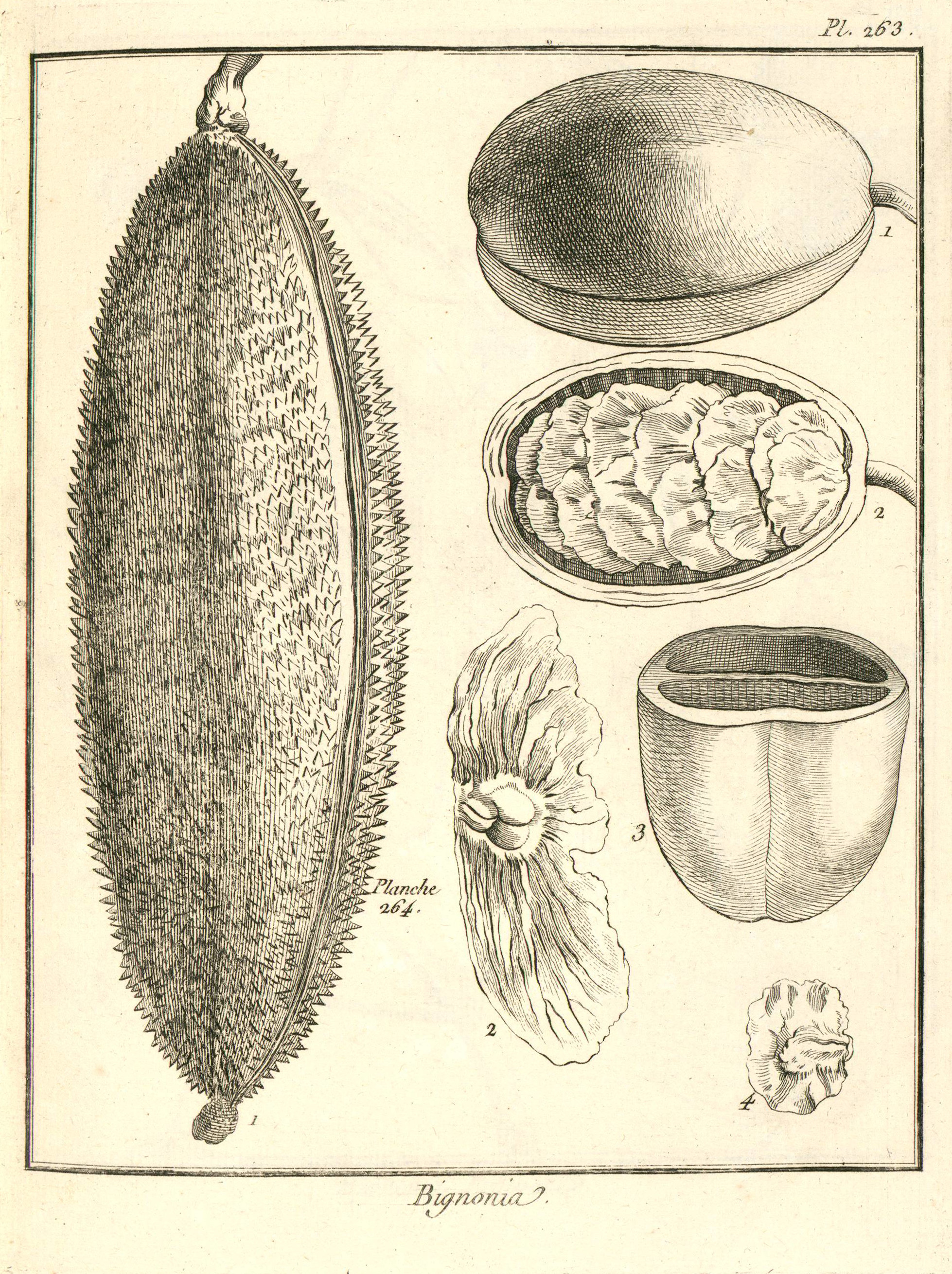
Bignonia echinata d'après Aublet, 1775
Planche 263 : 1. Capſule. - 2. Semence garnie de ſes feuillets membraneux.

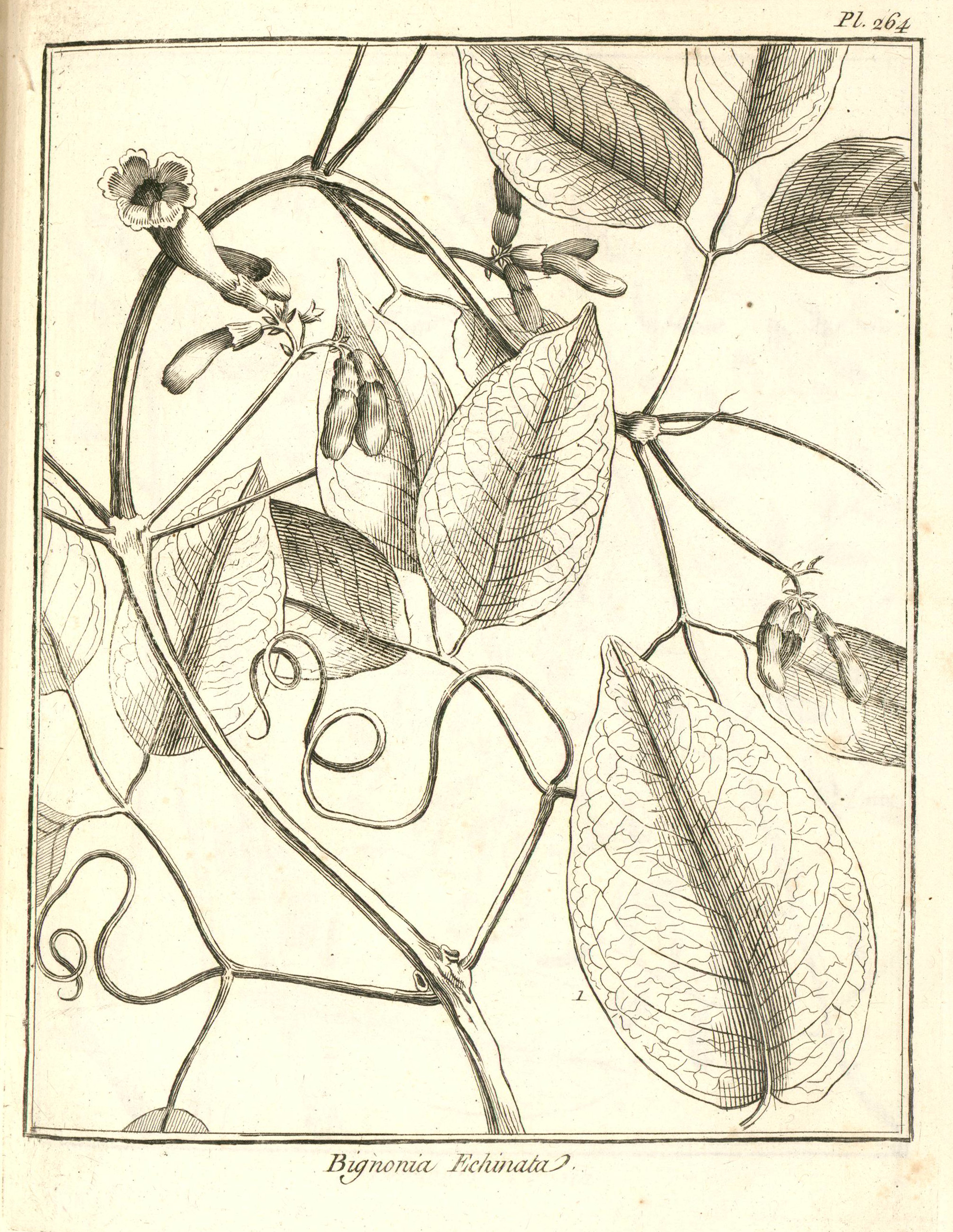
Bignonia echinata d'après Aublet, 1775
Planche 264 : 1. Lobe d' une ſeuille de grandeur naturelle.

Frutex ſarmentofus ; sarmentis longiſſimis, nodoſis, angulatis, ſuprà arbores excelſas latè expanſis. Folia oppoſita, petiolata, inferiora, petiolo dichotomo ; ramis ſingulis, trifoliatis ; foliolis ovatis, acutis, glabris, integerrimis ; cirrhus circinatus in angulo dichotomiæ, folia ſuperiora oppoſita, trifoliata aut bijugata, cum cirrho inter utrumque foliolum. Flores incarnati, corymboſi, longo pedunculo ſuffulti, axillares. Fructus, capſula ovata, oblonga, compreſſa, rufeſcens, denticulis innumeris inæqualibus aſperata, bilocularis, bivalvis, valvulis ab apice ad baſim ab utroque latere dehiſcentibus. Semina plurima, compreſſa, cincta alâ membranaceâ, oblongâ, imbricatim ſepto utrinque affixa.
Florebat, fructumque ferebat Julio.
Habitat propè Courou locis arenoſis.

LA BIGNONE à rape. (Tabula 263-264.)
Cette eſpèce de Bignone eſt un arbrisseau qui pouſſe de ſa racine un grand nombre de sarments noueux, anguleux & rameux. Ces ferments & ces rameaux ſe répandent ſur le tronc des arbres, & s'étendent juſques ſur leur ſommet qu'ils couvrent preſque entièrement, & d'où ils ſe prolongent & vont gagner la cime des arbres voiſins. Chaque nœud de ſarments & de rameaux eſt garni de deux feuilles oppoſées. Elles ſont compoſées de trois folioles. Il y a ſouvent d'autres feuilles qui, ſur un pédicule commun, portent deux autres pédicules, à l'extrémité deſquels ſont articules les pédicules des trois folioles, & entre la naiſſance de ces deux pédicules fort une vrille longue, dont le bout eſt: roule en ſpirale. Le pédicule de la feuille à trois folioles, il eſt long de deux pouces & demi. Celui qui porte la vrille, eſt de même longueur. Ces folioles ſont verdâtres, liſſes,entières, ovales, terminées par une pointe mouſſe. Les plus grandes ont environ quatre pouces de longueur, ſur deux de largeur. De l'aiſſelle de chaque feuille oppoſée naît un pédoncule long de deux pouces qui porte à ſon ſommet pluſieurs paquets oppoſés & compoſés de trois, quatre ou cinq fleurs. Chaque paquet eſt garni à ſa baſe d'une écaille, de même que le pédoncule de chaque fleur.
Le calice eſt vert, épais, en forme de petite coupe, dont le bord eſt à cinq dentelures.
La corolle eſt couleur de chair, monopétale, irrégulière ; c'eſt un tube qui, en ſortant du calice, ſe renflé, s'évaſe juſqu'à ſon orifice qui eſt partagé en cinq lobes larges, arrondis, les deux ſupérieurs ſont plus grands que les autres. Le tube eſt attaché ſur un diſque qui porte l’ovaire.
Les étamines ſont au nombre de cinq, rangées ſur la paroi interne & preſqu'inférieure du tube. Deux ſont plus longues, & deux plus courte S ; & une cinquième plus petite eſt ſans anthère. Les anthères ſont à deux bourſes écartées l'une de l'autre par le bas, juſqu'à l'endroit ou s'inſère le filet.
Le piſtil eſt un ovaire oblong, ſurmonté d'un style, terminé par un stigmate à deux lames épaiſſes.
L'ovaire devient une capsule rouſſâtre, applatie, longue, ovale, âpre, & chargée de petits tubercules durs, ſaillants & aigus. Elle eſt à deux loges ſéparées par une cloiſon mitoyenne, couverte ſur les deux faces de semences minces, bordées d'un feuillet blanc, mince, qui ſe prolonge des deux côtes, & couchées les unes ſur les autres. Elle s'ouvre entièrement en deux valves qui tombent.
Cet arbriſſeau croît dans les plaines ſablonneuſes qu'on traverſe après avoir paſſé l'habitation de M. Maroc, en allant à Courou.
II étoit en fleur & en fruit dans le mois de Juillet.
J'ai cultivé cet arbriſſeau au jardin du Réduit à l'Iſle de France, ou je l'ai laiſſe prèt à fleurir. Une capſule m'avoit été apportée du Bréſil, par M. de Coto, Capitaine ſur le vaiſſeau de M. le Comté d'Aché. cet arbriſſeau étendoit ſes ferments ſur un grand pied du Filao, qui étoit dans un quarré. Le Filao n'eſt point naturel à l'Iſle de France ; j'en avois reçu les graines de Madagaſcar. »

— Fusée-Aublet, 1775.